# درب عبيد (أرحب)

تعديل مصدري - تعديل

درب عبيد هي إحدى قرى عزلة شاكر بمديرية أرحب التابعة لمحافظة صنعاء، بلغ تعداد سكانها 648 نسمة حسب تعداد اليمن لعام 2004.